# SS York
Le SS York était un petit steamer qui transportait des marchandises sur le lac Okanagan et le lac Skaha. Le York a été construit en 1902 par Bertram Iron Works of Toronto et assemblé à Okanagan Landing. Il était préfabriqué avec une coque en acier. C'était une petite unité en comparaison des autres bateaux du lac ; le York mesurait seulement 88 pieds par 16 (27 mètres par 4,9). Il pouvait transporter 134 tonnes de marchandises et embarquer jusqu'à 90 passagers.
Le York a été lancé en 1902 par Canadien Pacifique. Il est resté en service pendant trente ans, de 1902 à 1931. Il a travaillé sur le lac Okanagan comme remorqueur jusqu'en 1921, et a déménagé au lac Skaha. En 1931, il était retiré et vendu. Il était plus tard démonté et utilisé pour les ferrailles. 

## Service
Le York a été initialement construit pour remplacer le SS Victoria sur le lac Trout dans les Kootenays, mais le SS Aberdeen avait besoin d'un bateau pour l'assister. L'Aberdeen devait être rééquipé, donc le York a été lancé sur le lac Okanagan en 1902. Quand l'Aberdeen a repris son service sur ce lac, le York assuma les services d'astreinte et travailla comme remorqueur. Bien qu'il n'ait pas été construit pour cet usage, il a pu transporter des barges sur le lac Okanagan. Pendant la saison des fruits, il transportait des denrées périssables à Okanagan Landing pour être expédiées aux marchés. Pendant l'hiver quand le lac gelait, il brisait la glace pour les navires comme l'Aberdeen.
Le York travailla sur le lac Okanagan jusqu'en 1921, quand il a été déménagé vers le lac Skaha, où il transportait des passagers sur le lac et le canal à Penticton. La navigation dans le canal était pénible et le bateau était souvent coincé dans les bancs de sable. Le York a été retiré du service quand le chemin de fer entre Penticton et Okanagan Falls a été complété. Il fut alors vendu à Sid Leary (mais il n'a pas été remis en service) et finalement démonté.

## L'équipage
Le York était un petit bateau avec deux ponts et un poste de pilotage. Il était mû par deux hélices. De plus, il avait une coque peu profonde, ce qui lui permettait de voyager dans le canal entre Penticton et le lac Skaha.
De 1904 à 1907, il était commandé par le capitaine J. Weeks, qui venait d'obtenir son Master. Ce fut le premier bateau commandé par Weeks. Plus tard, il est devenu capitaine de l'Aberdeen et du Sicamous. En 1913, selon Canadian Railway and Marine World, M. Reid était capitaine et A. McLena était l'ingénieur chef.

## Comparaison

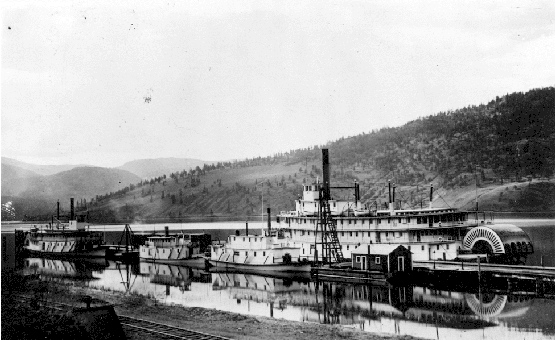
Le York, le Sicamous, le Kaleden devant l'Aberdeen à Okanagan Landing, en 1916.

Le York n'était pas un bateau à passagers de luxe comme l'Aberdeen mais il pouvait transporter jusqu'à 90 passagers. Il n'avait pas beaucoup de ponts, seulement le strict nécessaire pour son fonctionnement. C'était un bateau modeste qui était utile pour desservir de petites communautés, en particulier sur le lac Skaha, mais il était trop petit et lent de remplacer l'Aberdeen. Il manquait aussi de puissance pour opérer comme remorqueur régulier sur le lac Okanagan. Mais malgré ses petites dimensions, sa taille était avantageuse quand il travaillait sur le lac Skaha et voyageait sur le canal.